# Заколот на «Баунті» (фільм, 1962)
Заколот на «Баунті» (англ. Mutiny on the Bounty) — американський історичний кінофільм, четверта екранізація історичної події — заколоту на британському судні «Баунті» 28 квітня 1789 року. В основі кінофільму однойменний роман Чарльза Норгоффа та Джеймса Голла. Марлон Брандо зіграв роль головного героя — Флетчера Крістіана.

## Синопсис
Сценарій кінофільму написав Чарльз Ледерер на основі відомого роману Чарльза Нордгоффа і Джеймса Голла «Заколот на Баунті».
Британський корабель «Баунті» під командою капітана Блая вирушає до Тихого океану із завданням доставити хлібні дерева з Океанії до Вест-Індії. На Таїті команда насолоджується привітністю та гостинністю таїтян, а головний герой Флетчер Крістіан закохується у місцеву дівчину Маїміті. Тим часом капітан Вільям Блай дуже жорстоко поводився із членами свого екіпажу, що викликало повстання частини екіпажу проти тиранії капітана. Висадивши капітана з його прихильниками у шлюпку, Крістіан з рештою повсталої команди повертається до Таїті, звідки він забирає кохану дівчину з собою на острів Піткерн, подалі від влади Великої Британії.

## У ролях
- Марлон Брандо — Флетчер Крістіан
- Тревор Говард — Вільям Блай
- Г'ю Гріффіт — Александр Сміт
- Тім Сілі — Едвард «Нед» Янґ, мічман
- Річард Гейдн — Вільям Браун, садівник
- Тарітой Терііпія — принцеса Майміті
- Персі Герберт — Меттью Квінтал, моряк
- Дункан Ламонт — Джон Вільямс
- Ґордон Джексон — Едвард Біркетт, моряк
- Чіпс Рафферті — Майкл Бірн, моряк

## Реакція критиків
Фільм отримав схвальну реакцію критиків здебільшого завдяки акторським здібностям Марлона Брандо у ролі Флетчера Крістіана. 1962 року фільм був номінований на 7 премій Оскара, зокрема за найкращий кінофільм, найкращу режисерську роботу, декорації, операторську роботу, найкращу музику та спеціальні ефекти. Попри це, в кінцевому результаті фільм не отримав жодного Оскара, але став відомим завдяки подіям під час зйомки, поведінці Марлона Брандо та побудові точної копії корабля. Актор Марлон Брандо по закінченні зйомок, подібно до сценарію фільму, насправді одружився з акторкою, яка грала роль Маїтмі. Справжня копія корабля, отримала назву Баунті II; корабель виходив у плавання і досі служить музейним експонатом. Критики відмічали декілька неточностей у кінофільмі: Вільям Блай насправді не був таким тираном, як зображений у кінофільмі й вже ходив у плавання з Крістіаном всупереч версії представленої сценаристами. У кіноверсії Флетчер Крістіан гине від опіків, які він отримав намагаючись врятувати палаючий «Баунті», однак насправді Флетчер загинув від руки одного з таїтян, котрих англійці експлуатували на о. Піткерн.